# Jorge Cabré Rico
Jorge Cabré Rico (Alacant, 1961) és un fiscal i polític valencià. Va ser Conseller de Justícia i Benestar Social de la Generalitat Valenciana, entre 2011 i 2012.

## Biografia
Estudià al Col·legi Inmaculada dels Jesuites d'Alacant. Llicenciat en la Facultat de Dret d'Alacant, Cabré ingressa en la carrera fiscal amb 25 anys. El seu primer i únic destí ha estat la Fiscalia de l'Audiència Provincial d'Alacant on ha exercit durant 23 anys. Durant aquest període va formar part de l'executiva nacional de l'Associació de Fiscals i també hva exercir com a professor associat de la Facultat de Dret d'Alacant.
El 2008, l'aleshores conseller de justícia Fernando de Rosa el nomena delegat especial de l'Observatori de Justícia de la Comunitat Valenciana i el 2010 dona el salt a la Secretaria Autonòmica de Justícia siguent consellera Paula Sánchez de León. El juny de 2011, el president Francisco Camps pensa en Jorge Cabré per a dirigir la nova Conselleria de Justícia i Benestar Social que manté després de l'arribada d'Alberto Fabra al Cap del Consell de la Generalitat Valenciana.
El 10 de desembre de 2012, Cabré deixa el càrrec en ser substituït per l'alacantina Asunción Sánchez Zaplana.